# Charles Lamb
Charles Lamb, född 10 februari 1775 i London, död 27 december 1834 i Edmonton, London, var en brittisk författare, som är mest känd för essäsamlingen Essays of Elia 1823 och för barnboken Tales from Shakespeare 1807. Den sistnämnda skrev han tillsammans med sin syster Mary Lamb (1764–1847). 

## Ungdomsåren
Lamb var det yngsta barnet till John Lamb. John Lamb ägnade till största delen sitt arbetsliv som sekreterare och assistent till advokaten Samuel Salt i London. Det var i London som Charles Lamb föddes och växte upp. Lamb gav ett porträtt av sin far i Elia on the Old Benchers under pseudonymen Lovel.    
I oktober 1782 började Lamb vid Christ's Hospital, en fattigskola upprättad genom ett kungligt brev av King Edward VI 1552.      

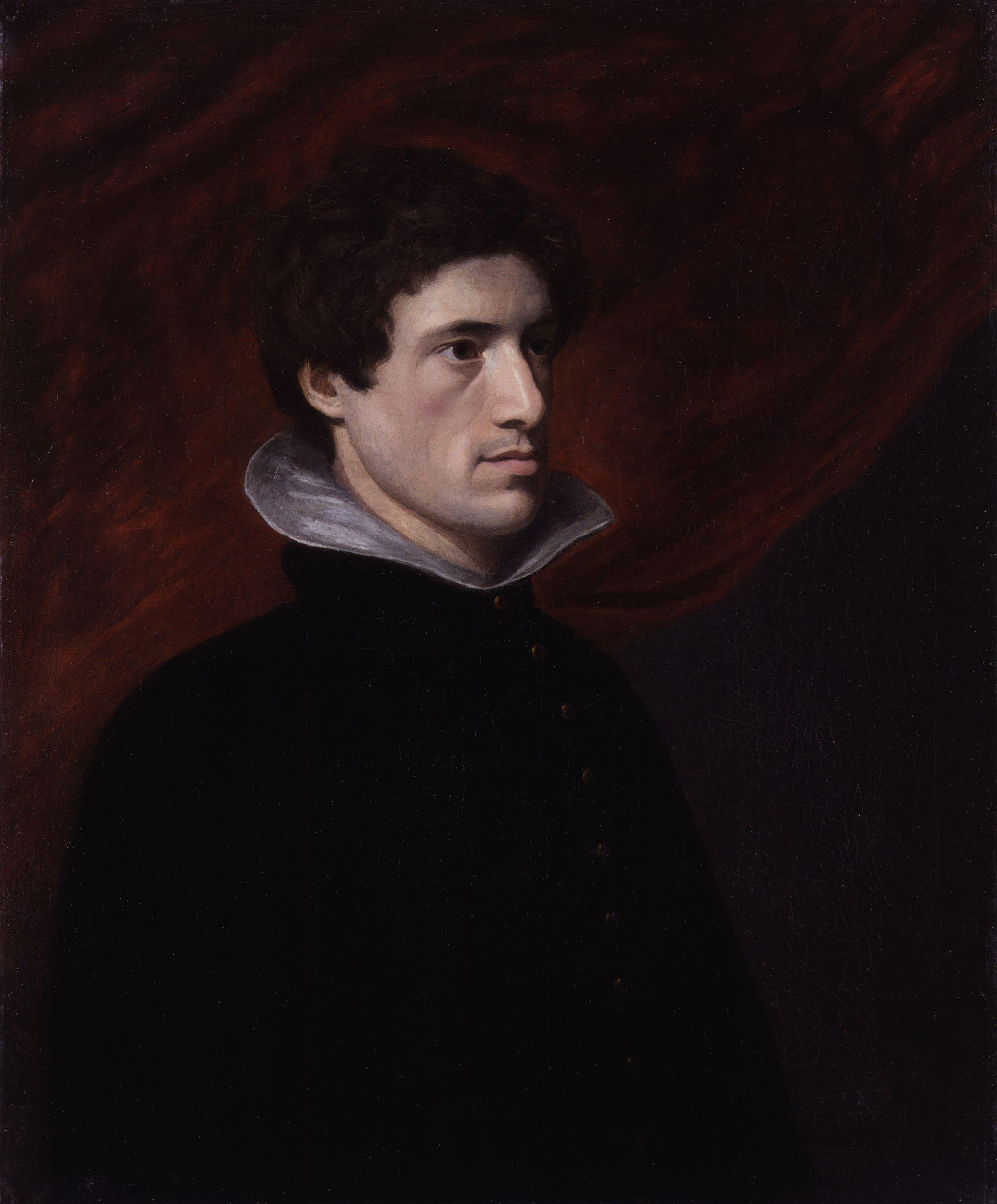
Porträtt föreställande Charles Lamb av William Hazlitt, 1804

Lamb led av stamning vilket hindrade honom att göra en prästerlig karriär. Medan Coleridge, som gick i samma skola och med vem han bibehöll en livslång vänskap med, och andra klasskamrater började på Cambridge, lämnade Lamb skolan vid fjorton års ålder. Under en kort period arbetade han på Joseph Paice kontor, en affärsman i London och senare, i 23 veckor, fram till 8 februari 1792, arbetade han vid Examiners kontor i South Sea House. 5 april 1792 började han arbeta som kontorist på Brittiska Ostindiska Kompaniet.

## Familjetragedi
Charles och hans syster Mary led båda periodvis av psykisk sjukdom. Charles tillbringade sex veckor på ett mentalsjukhus under 1795. Han hade då redan gjort sig ett namn som lyriker. 
22 september 1796 drabbades Mary av ett anfall av akut mani och högg sin mor i bröstet med en kökskniv. 
Trots att det inte fanns någon legal status för psykisk sjukdom vid tiden, så gav juryn domstolsutslaget att det varit ett vansinnesdåd och friade henne därför från överlagt mord. Med hjälp av vänner lyckades Lamb befria sin syster från vad som annars skulle ha blivit ett livslångt fängelsestraff, på det villkoret att han tog personligt ansvar för hennes framtida förvaring. Lamb använde en stor del av sin inkomst för att internera sin syster på ett privat sinnessjukhus i Islington kallat Fisher House. 
John Lambs död 1799 blev något av en lättnad för Charles eftersom hans far inte hade varit helt frisk under ett antal år efter att ha drabbats av en hjärnblödning. Faderns död innebar också att Mary kunde komma att bo hos honom i Pentonville igen, och år 1800 delade de hem fram till 1809.

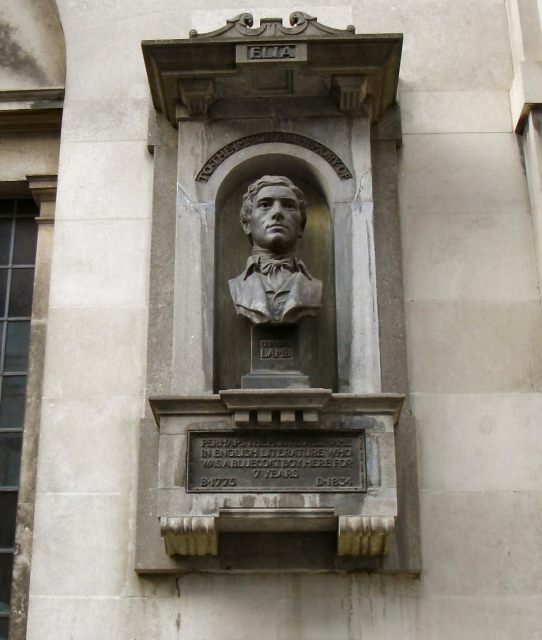
Minne över Charles Lamb på Watch House Gilspur Street, London

Trots Lambs perioder av melankoli, levde både han och hans syster ett aktivt socialt liv. Deras hem i London blev på veckosluten en samlingspunkt för många framstående personer inom den tidens teater- och litteraturkrets. 
Lamb fortsatte att arbeta som kontorist för Brittiska Ostindiska Kompaniet samtidigt som han skrev i olika genrer, hans tragedi, John Woodvil gavs ut 1802. Hans fars,  Mr H, sattes upp på Theatre Royal, Drury Lane 1807. Samma år gavs, Tales from Shakespeare (Charles tog hand om tragedierna; hans syster Mary, komedierna) ut och blev en bästsäljare för William Godwins "Children's Library."  
1819 vid 44 års ålder blev Lamb förälskad i aktrisen Fanny Kelly och friade. Hon avslog frieriet och Lamb gifte sig aldrig. Hans essäsamling, med titeln Essays of Elia, gavs ut 1823 ("Elia" var pseudonymen som Lamb använde då han skrev för London Magazine). Ytterligare en samling gavs ut cirka tio år senare, strax innan Lambs död. Han dog av en infektion, rosfeber, 27 december 1834. Lamb är begravd på All Saints' Churchyard, Edmonton. Hans syster, som var tio år äldre är begravd bredvid honom.

## Lambs verk
Lambs första publikation var bidragen med fyra sonetter i Coleridges Poems on Various Subjects som gavs ut 1796 av Joseph Cottle. sonetterna var tydligt påverkade av Burns lyrik och William Bowles sonetter, en till stor del bortglömd lyriker från det sena 1700-talet. Lambs bidrag till den andra utgåvan av Poems visade en betydande utveckling som lyriker. Denna utgåva innehåller bland annat dikterna The Tomb of Douglas och A Vision of Repentance. Lamb gav därefter ut en bok med titeln Blank Verse tillsammans med Charles Lloyd, som var son till grundaren av Lloyds Bank. Lambs mest berömda dikter skrevs denna tid och gavs ut under titeln The Old Familiar Faces. Som det mesta av Lambs lyrik är det ganska sentimentalt men de är fortfarande ihågkomna och lästa, ofta medtagna i lyriksamlingar. Av speciellt intresse är öppningsversen i originalutgåvan av The Old Familiar Faces som handlar om Lambs mor. Det var en vers som Lamb valde att ta bort vid utgivandet av hans samlade verk som gavs ut 1818. 
/.../ I had a mother, but she died, and left me,
Died prematurely in a day of horrors - 
All, all are gone, the old familiar faces /.../  

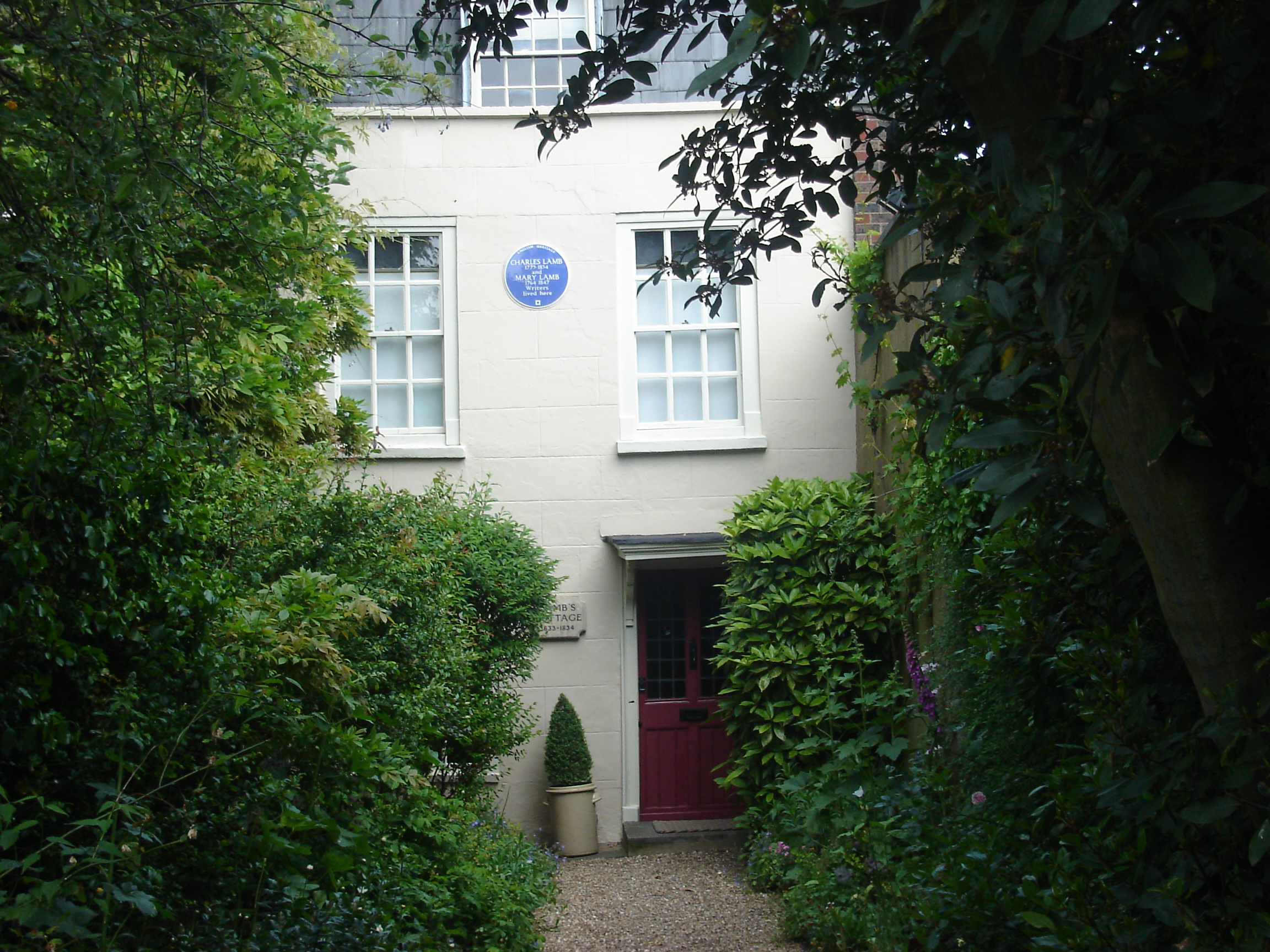
Lambs hus, Edmonton, London

Under slutet av 1700-talet började Lamb skriva prosa då han skrev en roman med titeln Rosamund Gray, en berättelse om en ung flicka som antas vara inspirerad av Ann Simmonds, en flicka som Lamb tros ha varit förälskad i. 
Under de första åren av 1800-talet påbörjade Lamb ett litterärt samarbete med sin syster. Tillsammans skrev de åtminstone tre böcker för William Godwins Juvenile Library. Den mest framgångsrika av dessa var Tales From Shakespeare vilken kom i två utgåvor för Godwin och har sedan dess givits ut i många fler utgåvor, många av dem illustrerade. Det var för barn anpassade återberättelser av Shakespears pjäser.  
Trots att han inte skrev sin första essä under pseudonymen Elia förrän 1820, började Lambs gradvisa utveckling av essäformen 1802 i en serie av öppna brev till Leigh Hunts Reflector. Den mest kända av dessa är The Londoner i vilken Lamb förlöjligar den samtida fascinationen av naturen och lantlivet.

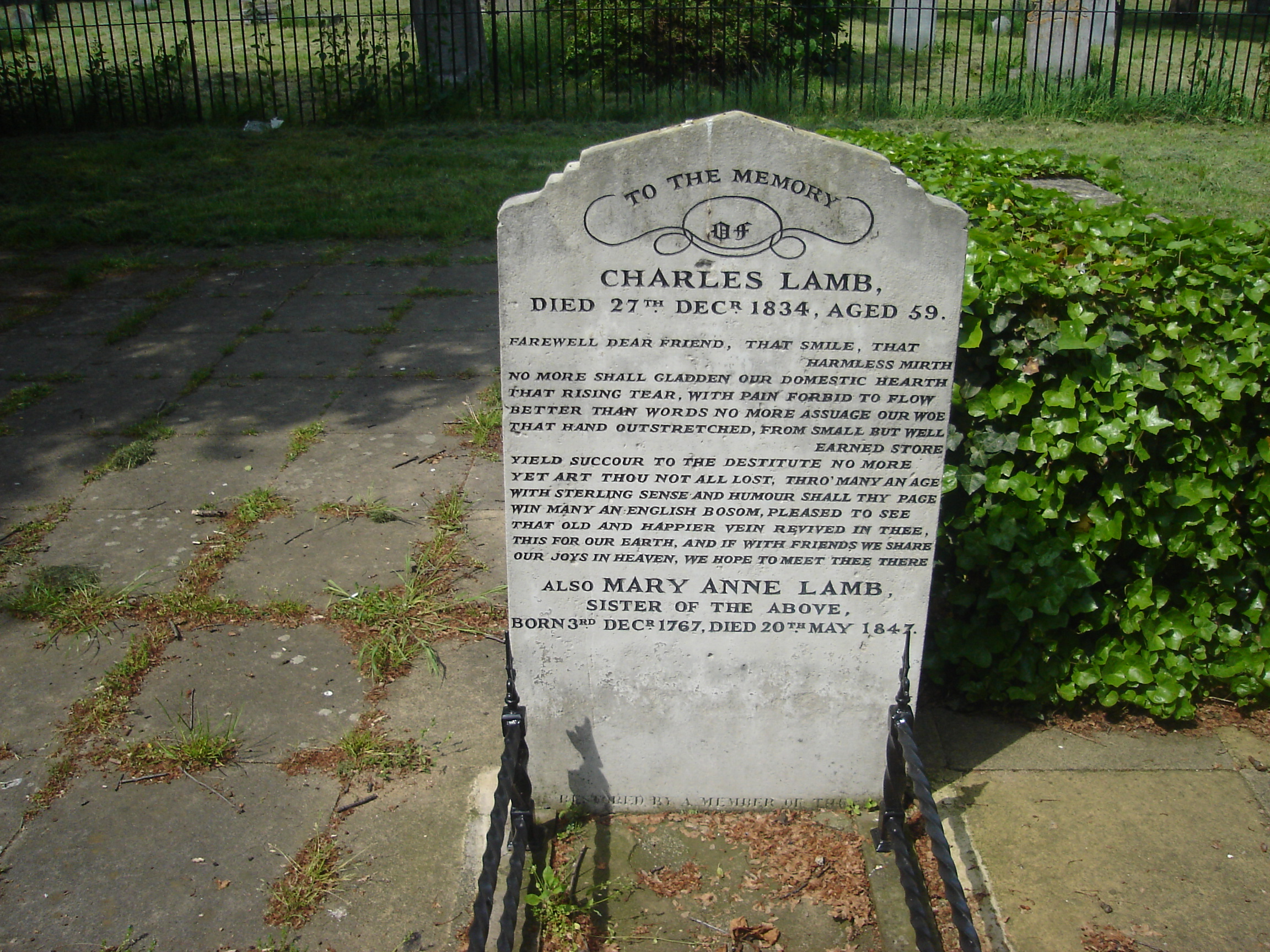
Charles och Mary Lambs grav